# USS Iwo Jima (LHD-7)
USS Iwo Jima (LHD-7) — сьомий в серії з восьми універсальних десантних кораблів типу «Восп» ВМС США. Як і інші кораблі типу «Восп» був створений спеціально для забезпечення транспортування морем і висадки на узбережжя повністю укомплектованого експедиційного батальйону морської піхоти (близько 1900 осіб), управління силами десанту і надання йому авіаційної підтримки силами ескадрильї літаків з вертикальним зльотом.

## Назва
Корабель названий на честь битви за Іодзіму — одну з найзапекліших битв, що тривала з 16 лютого до 26 березня 1945 року, на завершальній фазі Другої світової війни на Тихоокеанському театрі воєнних дій між військами Японської імперії і США за контроль над островом Іото, більш знаним як Іодзіма, з групи островів Оґасавара.

## Будівництво

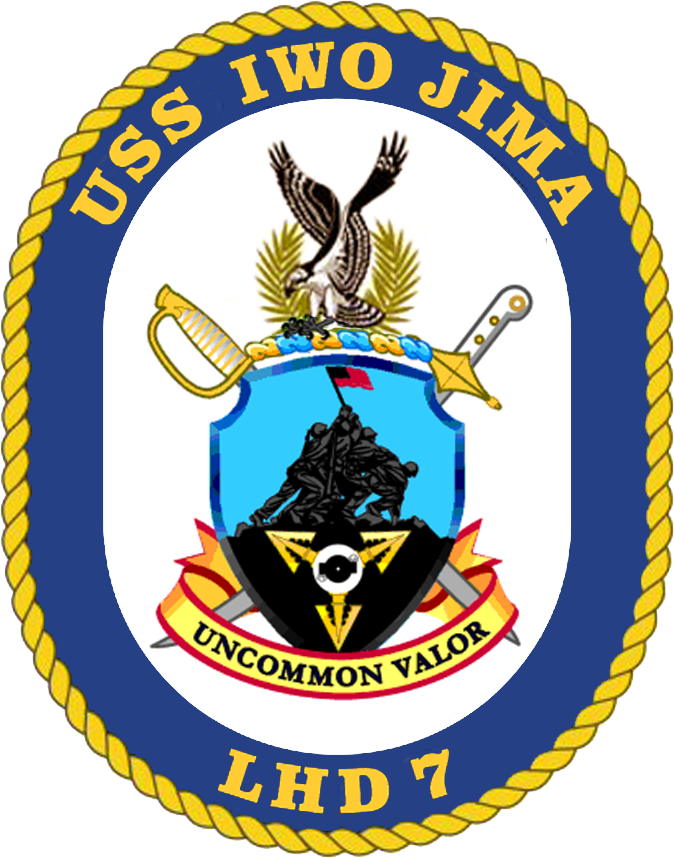
Емблема корабля

Корабель USS «Iwo Jima» (LHD 7) був побудований найбільшою суднобудівною компанією США Ingalls Shipbuilding, розташованої в Паскагула, штат Міссісіпі, за контрактом від 28 лютого 1995 року. Церемонія закладання кіла відбулася 12 грудня 1997 року. 4 лютого 2000 був спущений на воду, а 25 березня відбулася церемонія хрещення. Спонсором корабля стала Зандра Крулак, дружина генерала у відставці Чарльза Чандлера Крулака, який в період з 1 липня 1995 по 30 червня 1999 був 31-м комендантом корпусу морської піхоти США. 30 червня 2001 в Пенсакола (штат Флорида) відбулася церемонія введення в експлуатацію. Порт приписки — військово-морська база Норфолк (штат Вірджинія). З 17 серпня 2014 року порт приписки — військово-морська база Мейпорт (штат Флорида).

## Бойова служба
4 березня 2003 року в складі ударної групи Iwo Jima Amphibious Ready, флагманом якої був, покинув порт приписки для розгортання в рамках операції «Непохитна свобода» біля узбережжя Іраку. На борту корабля знаходилася група морських піхотинців з 26-го експедиційного підрозділу (MEU). 24 жовтня повернувся в порт приписки.
26 травня 2004 прибув до Нью-Йорка для участі в 17-й щорічній тижні флоту.

31 серпня 2005 року був направлений в Мексиканську затоку для надання допомоги постраждалим від урагану «Катріна». Корабель піднявся по річці Міссісіпі до міста Новий Орлеан, щоб безпосередньо підтримувати операцію з надання допомоги та виконувати функції центрального командного центру для всіх федеральних, штатних та місцевих операцій з ліквідації наслідків катастрофи. 2 жовтня повернувся в порт приписки. У цей критичний період IWO JIMA також служив єдиним у регіоні повністю функціональним повітряним полем для вертолітних операцій, проводячи понад тисячу льотних операцій; забезпечував гарячим харчуванням, душем, питною водою тисячі нацгвардійців та працівників гуманітарної допомоги, які надавали гуманітарну допомогу жертвам катастрофи.

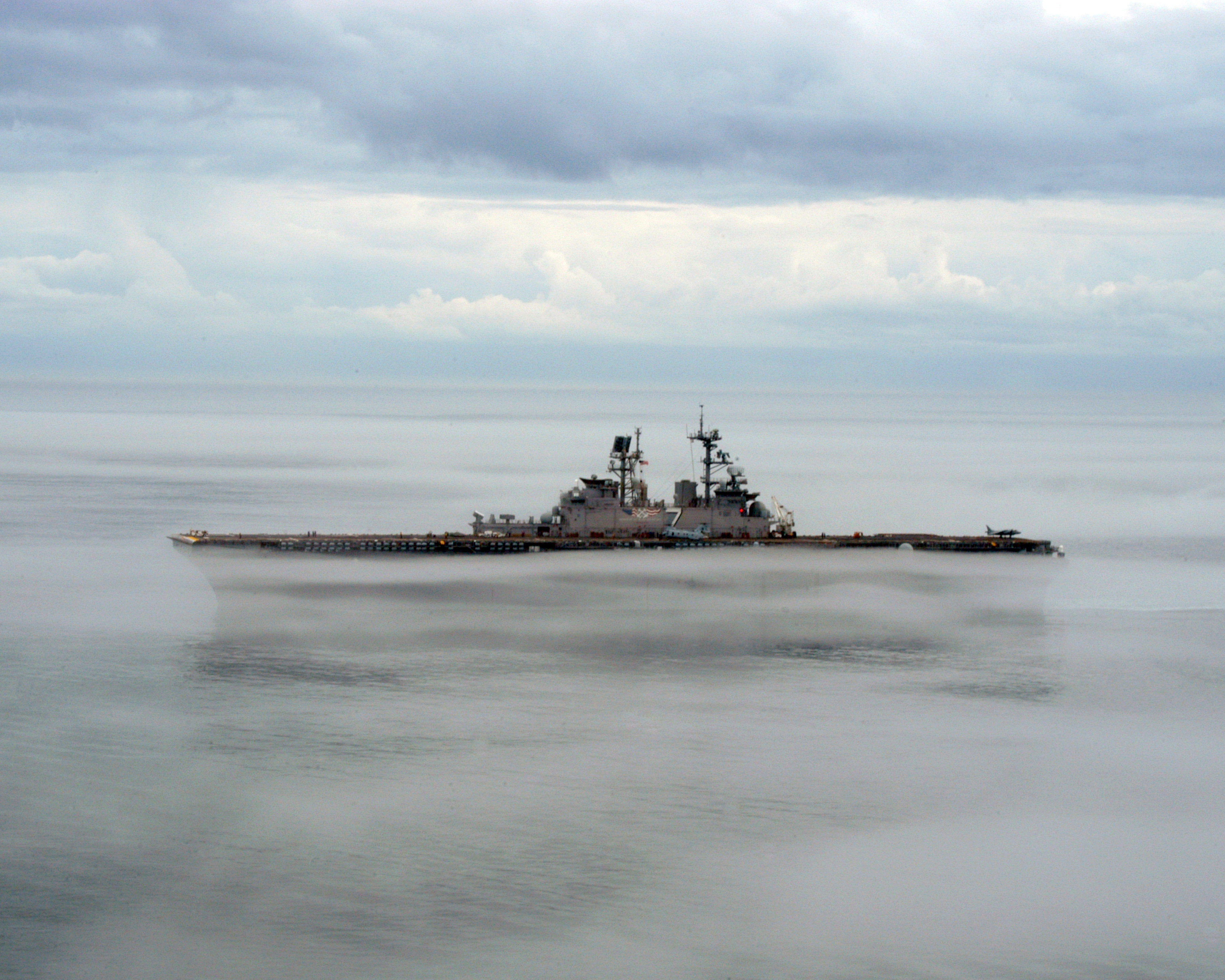
Іво Джима в тумані, Атлантичний океан

6 червня 2006 року залишив порт приписки для запланованого розгортання в зоні відповідальності 5-го і 6-го флоту США, як флагман експедиційної групи Корабель також взяв участь в операції по евакуації американських громадян із зони конфлікту в Лівані.
11 червня 2007 року розпочав випробування в морі, після завершення чотиримісячного ремонту на корабельні компанії BAE Systems в Норфолку.
24 травня 2010 року залишив порт приписки Норфолк, щоб взяти участь в 23-му щорічному тижні флоту в Нью-Йорку, який проходив з 26 травня по 2 червня. 12 липня покинув порт приписки для запланованого розгортання біля узбережжя Південної Америки, з якого повернувся 18 листопада.
25 травня 2011 прибув до Нью-Йорка для участі в 24-му щорічному тижні флоту.

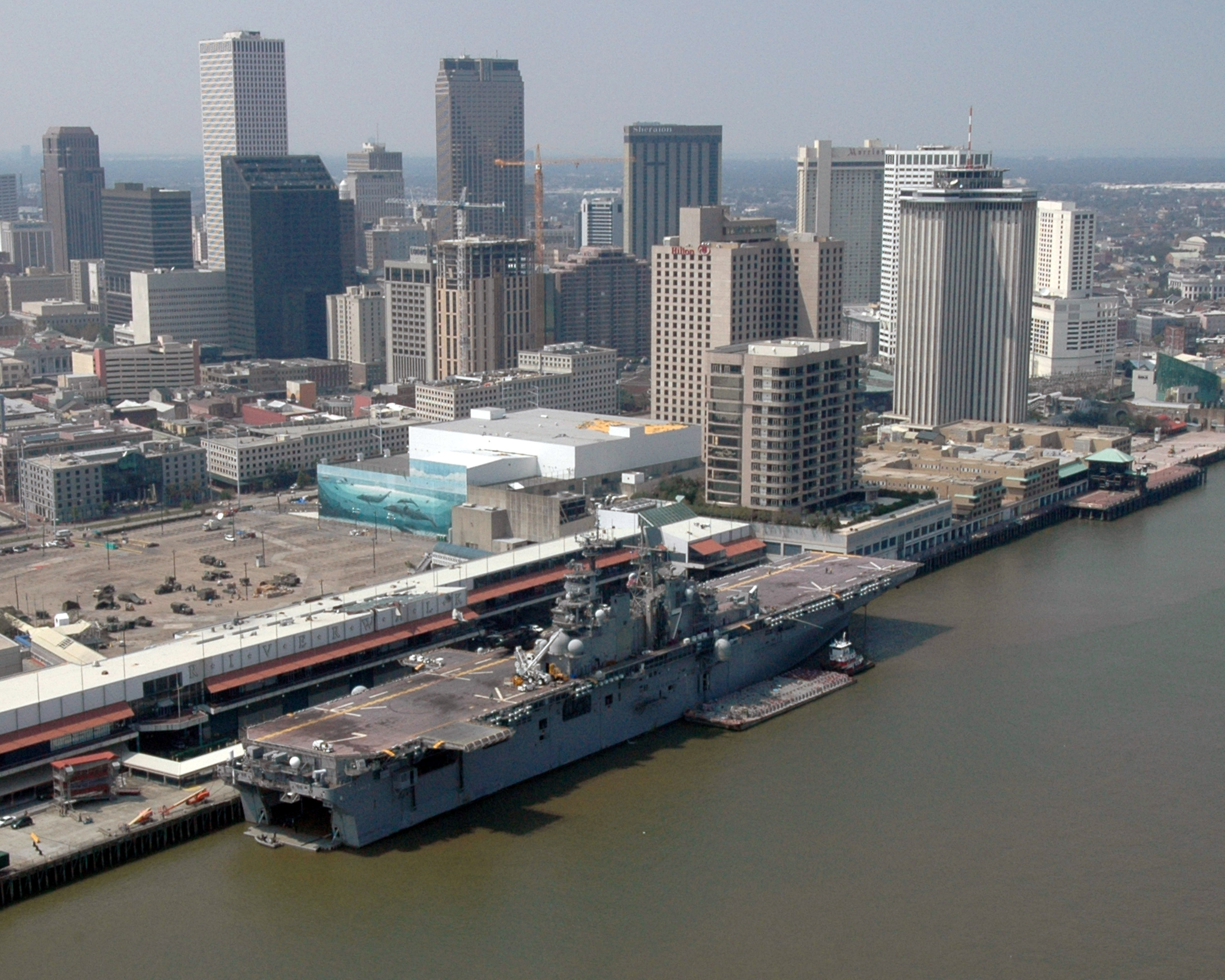
USS Iwo Jima у Новому Орлеані

27 березня 2012 року залишив порт приписки Норфолк для запланованого розгортання в зоні відповідальності 5-го і 6-го флоту США, з якого повернувся 20 грудня.
23 січня 2013 року прибув сухий док корабельні компанії BAE Systems в Норфолку для проведення дев'ятимісячного капітального ремонту. На початку листопада розпочав випробування в морі.

17 серпня 2014 року прибув свій новий порт приписки на військово-морську базу Мейпорт (штат Флорида). 11 грудня залишив порт приписки для запланованого розгортання на Близькому Сході, з якого повернувся 20 липня 2015 року.

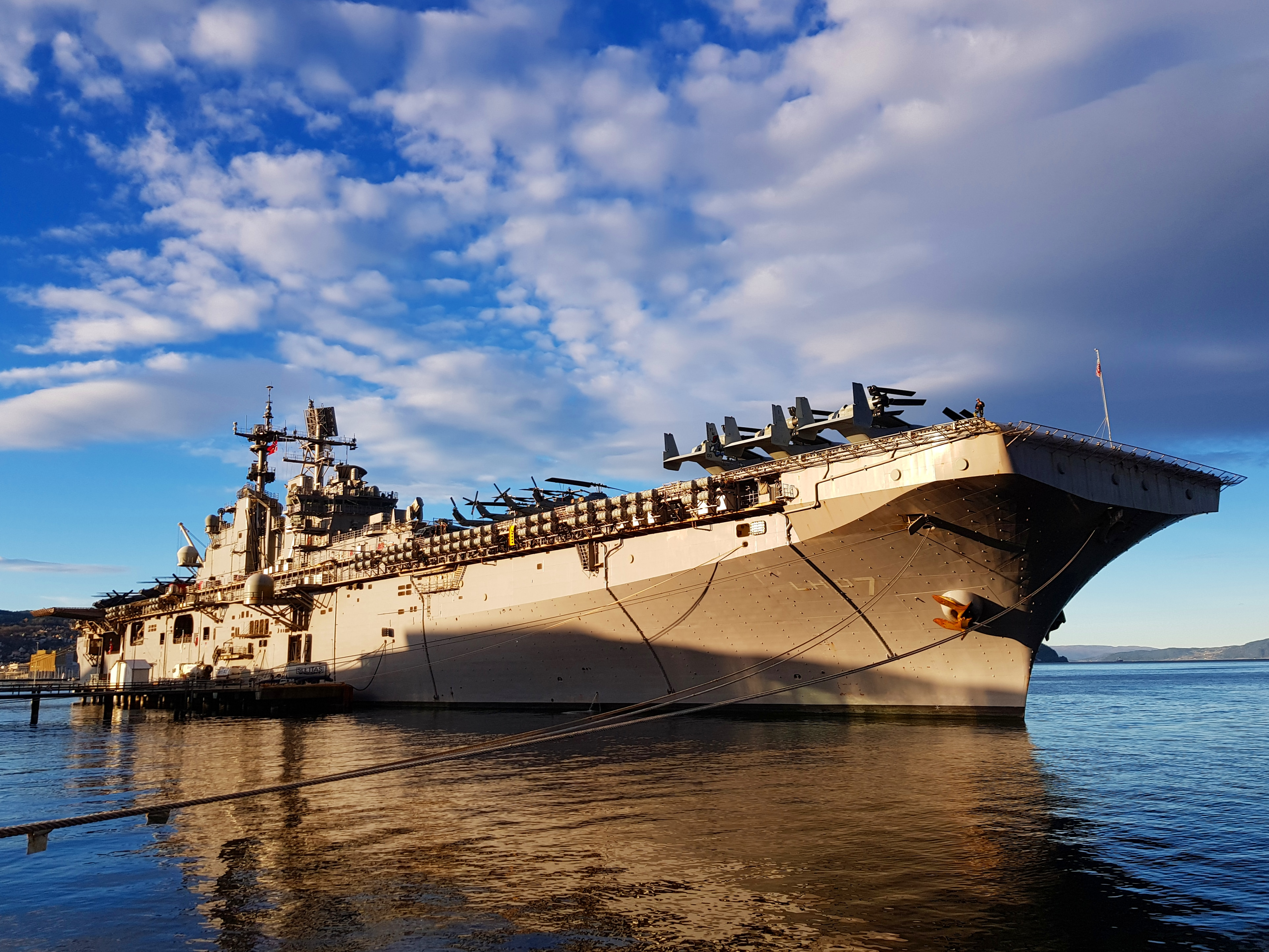
Іво Джима у Тронхеймі, Норвегія, під час тренувань НАТО 2018 року

У січні 2015 року разом з USS Fort McHenry та USS New York був розміщений біля узбережжя Ємену в режимі очікування для евакуації співробітників посольства США у разі виникнення необхідності через кризу в Ємені. 31 серпня 2015 року було розпочато 10-місячний ремонт.
8 вересня 2017 року залишив військово-морську базу Норфолк і попрямував для надання гуманітарної допомоги та ліквідації можливих наслідків від урагану «Ірма», біля берегів штату Флорида. У жовтні 2016 року підійшов до Гаїті, щоб допомогти жертвам урагану Метью.
7 лютого 2018 року залишив порт приписки Мейпорт для запланованого розгортання. 21 лютого прибув в зону відповідальності 6-го флоту США. 28 лютого завершив прохід через Гібралтарську протоку і увійшов в Середземне море. 6 березня прибув до узбережжя Ізраїлю для участі в навчаннях «Juniper Cobra 2018», які проходили з 4 по 15 березня. З 14 по 18 березня перебував з візитом в порту Хайфа, Ізраїль. У жовтні та листопаді 2018 року брав участь у навчаннях НАТО в Норвегії.
USS Iwo Jima (LHD-7), Harpers Ferry-class dock landing ship USS Carter Hall (LSD-50) and amphibious transport dock USS San Antonio (LPD-17) make up the ARG.
На початку травня 2021 року бойова група очолювана USS Iwo Jima прибула до узбережжя Шотландії для участі у військових навчаннях. Зазвичай до такої групи входить сам корабель USS Iwo Jima (LHD-7) та USS Carter Hall (LSD-50), USS San Antonio (LPD-17).